# Joseph Aschbach
Joseph Aschbach (Francoforte sul Meno, 29 aprile 1801 – Vienna, 25 aprile 1882) è stato uno storico e germanista tedesco.

## Biografia
Aschbach nacque a Höchst (Francoforte sul Meno). Inizialmente studiò teologia e filosofia all'Università di Heidelberg, ma successivamente si rivolse alla storia; fu influenzato da Friedrich Christoph Schlosser. Dal 1823 fu professore presso il ginnasio di Francoforte.
Divenne professore di storia all'Università di Bonn nel 1842 e in seguito occupò la stessa posizione all'Università di Vienna (1853). Nel giro di due anni divenne membro dell'Accademia delle scienze di Vienna. Fu nobilitato nel 1870.

## Opere
- Geschichte der Westgoten, 1827.
- Geschichte der Omajjaden in Spanien, due volumi, 1829-1830.
- Geschichte Spaniens und Portugals zur Zeit der Herrschaft der Almorawiden und Almohaden,due volumi, 1833–1837.
- Geschichte der Heruler und Gepiden, 1835.
- Geschichte Kaiser Sigismunds, quattro volumi, 1838–1845.
- Urkundliche Geschichte der Grafen von Wertheim, due volumi, 1843.
- Allgemeine Kirchenlexikon, quattro volumi, 1846–1850.
- Geschichte der Wiener Universität, tre volumi, 1865/1877/ postume 1885.
- Roswitha und Konrad Celtes, seconda edizione nel 1868.